# Мирек, Иоанна
Иоанна Мирек-Подоба (пол. Ioanna Mirek-Podoba, родилась 17 февраля 1977 года в Мысленице) — польская волейболистка, играющая на позиции блокирующей. Выступала за сборную Польши, двукратная чемпионка Европы 2003 и 2005 годов.

## В клубах
Выступала в своей карьере в чемпионате Польши за следующие команды: «Далинь» (Мысленице), «Висла» (Краков), «Ля-Феста» (Андрыхув), «Сталь» (Милец), «Нафта-Газ» (Пила), «Мушинянка-Фаро» (Мушина), «Органика-Будовляни» (Лодзь), «Химик» (Полице). В чемпионате Италии выступала за «Романелли Флоренция», в чемпионате России — за «Тулицу-Туламаш» (с командой заняла 12-е, последнее место в чемпионате России, и ушла из команды).

## В сборной
В сборной она завоёвывала дважды титул чемпионок Европы в 2003 и 2005 году. В 2003 году из-за разрыва передней крестообразной связки, полученной в первом же матче чемпионата Европы против Нидерландов, вынуждена была пропустить весь турнир, однако получила свою золотую медаль. В сборной играла на чемпионате мира 2006 года, где польки стали только 15-ми. В 2009 году объявила об уходе из сборной.

## Клубы
| Клуб                       | Годы выступлений |
| -------------------------- | ---------------- |
| Далинь (Мысленице)         | до 1993          |
| Висла (Краков)             | 1993−1997        |
| Ля Феста (Андрыхув)        | 1997−1998        |
| Сталь (Милец)              | 1998−2000        |
| Нафта-Газ (Пила)           | 2000−2002        |
| Романелли Флоренция        | 2002             |
| Нафта-Газ (Пила)           | 2002−2004        |
| Мушинянка-Факро (Мушина)   | 2004−2006        |
| Тулица-Туламаш             | 2006−2007        |
| Мушинянка-Факро (Мушина)   | 2007−2010        |
| Органика-Будовляни (Лодзь) | 2010−2012        |
| Химик (Полице)             | 2012−2014        |

## Достижения

### В клубе
- 1994 − Вице-чемпионка Польши
- 1995 − Бронзовая медалистка чемпионата Польши
- 1998 − Вице-чемпионка Польши
- 1999 − Бронзовая медалистка чемпионата Польши
- 2000 − Вице-чемпионка Польши
- 2001 − Чемпионка Польши
- 2002 − Чемпионка Польши и победительница Кубка Польши
- 2003 − Победительница Кубка Польши
- 2006 − Чемпионка Польши
- 2008 − Чемпионка Польши
- 2009 − Чемпионка Польши и победительница Суперкубка Польши
- 2010 − Вице-чемпионка Польши

### В сборной
- 2003 − чемпионка Европы
- 2005 − чемпионка Европы

## Награды
- 2005 − Золотой Крест Заслуги[3]
- 2005 − 2-е место в рейтинге 10 величайших личностей Малопольши[4]
- 2005 − Медаль Польского волейбольного союза «За особые заслуги в развитии волейбола»
- Лауреат премии издания Przegląd Sportowy 2003 и 2005 годов в номинации «Команда года»